# Episodi di Boardwalk Empire - L'impero del crimine (prima stagione)
La prima stagione della serie televisiva statunitense Boardwalk Empire - L'impero del crimine, composta da 12 episodi, è stata trasmessa dal canale statunitense HBO dal 19 settembre al 5 dicembre 2010.
In Italia, la stagione è andata in onda in prima visione assoluta sul canale satellitare Sky Cinema 1 dal 14 gennaio al 18 febbraio 2011. È stata trasmessa in chiaro dal 18 gennaio al 4 aprile 2012 su Rai 4.
| nº | Titolo originale     | Prima TV USA      | Prima TV Italia  |
| -- | -------------------- | ----------------- | ---------------- |
| 1  | Boardwalk Empire     | 19 settembre 2010 | 14 gennaio 2011  |
| 2  | The Ivory Tower      | 26 settembre 2010 | 14 gennaio 2011  |
| 3  | Broadway Limited     | 3 ottobre 2010    | 21 gennaio 2011  |
| 4  | Anastasia            | 10 ottobre 2010   | 21 gennaio 2011  |
| 5  | Nights in Ballygran  | 17 ottobre 2010   | 28 gennaio 2011  |
| 6  | Family Limitation    | 24 ottobre 2010   | 28 gennaio 2011  |
| 7  | Home                 | 31 ottobre 2010   | 4 febbraio 2011  |
| 8  | Hold Me in Paradise  | 7 novembre 2010   | 4 febbraio 2011  |
| 9  | Belle Femme          | 14 novembre 2010  | 11 febbraio 2011 |
| 10 | The Emerald City     | 21 novembre 2010  | 11 febbraio 2011 |
| 11 | Paris Green          | 28 novembre 2010  | 18 febbraio 2011 |
| 12 | A Return to Normalcy | 5 dicembre 2010   | 18 febbraio 2011 |

## Boardwalk Empire

Nucky Thompson nell'episodio pilota, interpretato da Steve Buscemi

- Titolo originale: Boardwalk Empire
- Diretto da: Martin Scorsese
- Scritto da: Terence Winter

### Trama
Nucky Thompson, carismatico politico di Atlantic City, instaura una campagna contro gli alcolici conquistando l'appoggio di un notevole gruppo di donne, tra le quali si distingue la gravida Margaret Schroeder, vittima di violenze da parte del marito. La campagna però è pura ipocrisia in quanto gli alcolici inizieranno per mano sua a girare per i bordelli e locali, da Atlantic City fino a New York. 
Questo traffico illecito coinvolgerà la mafia della grande mela ed il giovane Jimmy, appena rientrato dalle trincee della Prima Guerra Mondiale e voglioso di opportunità. Presto quest'ultimo inizierà a frequentare un giovanissimo Al Capone con cui metterà ai ferri il primo corriere degli uomini di New York.
Dopo questa prova di valore da parte del ragazzo, l'episodio si conclude con una serie di scene che mettono in risalto la criminalità di quel tempo.
- Guest star: Greg Antonacci (Johnny Torrio), Danny Burstein (Lolly Steinman), Frank Crudele (Big Jim Colosimo), Dana Ivey (Mrs. McGarry), Peter McRobbie (Supervisore Elliot), Erik Weiner (Agente Eric Sebso), Stephen DeRosa (Eddie Cantor), Joe Sikora (Hans Schroeder), Pearce Bunting (Bill McCoy), Johnnie Mae (Louanne), Billy Smith (Davey Murdoch).
- Ascolti USA: telespettatori 4.809.000[1]

## The Ivory Tower
- Titolo originale: The Ivory Tower
- Diretto da: Tim Van Patten
- Scritto da: Terence Winter

### Trama
Nucky riceve la visita del federale Nelson van Alden, il quale è convinto che ci sia Thompson, e non Schroeder, dietro il traffico di alcolici e soprattutto dietro la strage compiuta da Al Capone e da Jim. Quest'ultimo, intanto, spende tutti i soldi guadagnati, ignaro che Nucky vuole licenziarlo. Quando il tesoriere rivorrà indietro il denaro, dunque, Jim si troverà in grande difficoltà. Nel frattempo Margaret Schroeder torna a casa, preoccupata riguardo alla sorte sua e dei suoi figli, che non sa come farà a mantenere, vista la morte del marito.
- Guest star: Gretchen Mol (Gillian Darmody), Greg Antonacci (Johnny Torrio), Danny Burstein (Lolly Steinman), Frank Crudele (Big Jim Colosimo), Peter McRobbie (Supervisore Elliot), Erik Weiner (Agente Eric Sebso).
- Ascolti USA: telespettatori 3.329.000[2]

## Broadway Limited
- Titolo originale: Broadway Limited
- Diretto da: Tim Van Patten
- Scritto da: Margaret Nagle

### Trama
Qualcuno è sopravvissuto alla notte della strage e questo mette in pericolo Jim. Il tesoriere Nucky vuole che la situazione sia risolta al più presto, Van Alden pur di interrogare il testimone non rispetta la legge uccidendo il sopravvissuto. Intanto, grazie a Nucky, Margaret trova lavoro in un negozio di abbigliamento di lusso.
- Guest star: Gretchen Mol (Gillian Darmody), Edoardo Ballerini (Ignacious D'Alessio), Max Casella (Leo D'Alessio), Peter McRobbie (Supervisore Elliot), Erik Weiner (Agente Eric Sebso).
- Ascolti USA: telespettatori 3.406.000[3]

## Anastasia
- Titolo originale: Anastasia
- Diretto da: Jeremy Podeswa
- Scritto da: Lawrence Konner e Margaret Nagle

### Trama
Jimmy a Chicago comincia una relazione con Pearl, una prostituta che lavora nel bordello dove l'ex-soldato ha trovato lavoro per Johnny Torrio insieme ad Al Capone. Quest'ultimo pesta a sangue il proprietario di un locale nella zona di un rivale di Torrio, ma il capo non gradisce. Intanto ad Atlantic City dopo che l'autista di Chalky White è stato impiccato Nucky ordina ad Eli di occuparsene. Mickey Doyle spiega ai D'Alessio che l'uomo ucciso non era Chalky e che l'assassinio non ha risolto niente. Jimmy e Capone incontrano Sheridan, il boss a cui Al ha pestato i piedi, e questo sembra disposto a lasciare spazio a Torrio. Margaret intanto viene incaricata di portare un abito a Lucy Danziger alla festa di compleanno di Nucky. Quest'ultimo la incontra appena arrivata e i due ballano insieme. A Chicago uno degli uomini di Sheridan sfregia Pearl.
- Guest star: Gretchen Mol (Gillian Darmody), Greg Antonacci (Johnny Torrio), Edoardo Ballerini (Ignacious D'Alessio), Max Casella (Leo D'Alessio), Chris Mulkey (Frank Hague), Geoff Pierson (Senatore Walter Edge), Emily Meade (Pearl).
- Ascolti USA: telespettatori 2.572.000[4]

## Nights in Ballygran
- Titolo originale: Nights in Ballygran
- Diretto da: Alan Taylor
- Scritto da: Lawrence Konner

### Trama
Margaret va da Nucky per lamentarsi di un magazzino di liquori dietro casa sua e lui le promette di occuparsene. I D'Alessio fanno pressioni a Mickey per riavere i loro soldi e lui gli consiglia un colpo facile. Jimmy a Chicago è in cerca di vendetta dopo l'attentato a Pearl, ma le cose peggiorano quando Torrio gli dice che la ragazza se ne deve andare a causa delle cicatrici. Alla fine la ex-prostituta decide di suicidarsi. Margaret scopre che Nucky non si è occupato del magazzino dietro casa quindi va da Van Alden a dargli informazioni. Quest'ultimo organizza una retata alla festa di San Patrizio organizzata da Nucky. Questo dopo aver scoperto il coinvolgimento di Margaret si reca da lei e i due hanno una relazione sessuale.
- Guest star: Gretchen Mol (Gillian Darmody), Tom Aldredge (Ethan Thompson), Greg Antonacci (Johnny Torrio), Dana Ivey (Mrs. McGarry), Erik Weiner (Agente Eric Sebso), Emily Meade (Pearl).
- Ascolti USA: telespettatori 2.850.000[5]

## Family Limitation
- Titolo originale: Family Limitation
- Diretto da: Tim Van Patten
- Scritto da: Howard Korder

### Trama
Nucky e Margaret cominciano una relazione. Nelson Van Alden va a cercarla a casa sua, ma lei è già andata a vivere con Nucky. I D'Alessio fanno un colpo ai danni di Nucky rapinando un suo uomo. Questo pensa che il responsabile sia Luciano e lo fa chiamare, ma l'italiano dice di non saperne nulla. Van Alden non riesce a convincere il suo capo della sua indagine. Margaret intanto teme di essere diventata solo una concubina dopo aver conosciuto la sua nuova vicina. A Chicago Jimmy, Al Capone e Johnny hanno un incontro con Sheridan al termine del quale grazie a un piano ideato da Jimmy uccidono lui e tutti i suoi uomini prendendosi la vendetta per Pearl.
- Guest star: Gretchen Mol (Gillian Darmody), Greg Antonacci (Johnny Torrio), Edoardo Ballerini (Ignacious D'Alessio), Dana Ivey (Mrs. McGarry), Peter McRobbie (Supervisore Elliot), Chris Mulkey (Frank Hague), Erik Weiner (Agente Eric Sebso).
- Ascolti USA: telespettatori 2.812.000[6]

## Home
- Titolo originale: Home
- Diretto da: Allen Coulter
- Scritto da: Tim Van Patten e Paul Simms

### Trama
Nucky riaffiora dai ricordi dolorosi dell'infanzia con l'imminente vendita della casa del padre. Jimmy stringe un'alleanza con Richard Harrow, un ex cecchino dell'esercito profondamente segnato dalla guerra, che gli permette di ottenere giustizia contro l'uomo che ha sfigurato Pearl. Meyer Lansky, protetto di Luciano e Rothstein, stringe un'alleanza con i fratelli D'Alessio per avviare una nuova attività di contrabbando, finanziata derubando le attività commerciali di Nucky. Angela Darmody intraprende una nuova storia d'amore, mentre Lucy e il Commodoro si agitano entrambi per la mancanza di attenzioni da parte di Nucky.
- Guest star: Tom Aldredge (Ethan Thompson), Michael Badalucco (Harry Prince), Edoardo Ballerini (Ignacious D'Alessio), Max Casella (Leo D'Alessio), Jack Huston (Richard Harrow), Lisa Joyce (Mary Dittrich), Erik Weiner (Agente Eric Sebso), Anatol Yusef (Meyer Lansky).
- Ascolti USA: telespettatori 2.670.000[7]

## Hold Me in Paradise
- Titolo originale: Hold Me in Paradise
- Diretto da: Brian Kirk
- Scritto da: Meg Jackson

### Trama
Nucky visita Chicago per la Convention Nazionale Repubblicana, dove si ritrova incuriosito dalla candidatura di Warren G. Harding rispetto a candidati più affermati. La banda D'Alessio si insinua nel territorio di Nucky a spese di Eli, che ha sorvegliato gli affari del fratello. Margaret si ritrova invischiata negli affari di Nucky, mentre Van Alden è alle prese con il desiderio della moglie di avere un figlio. Rothstein si prepara a guai legali per il suo ruolo nella manipolazione delle World Series del 1919. Nucky chiede a Jimmy di tornare ad Atlantic City per rafforzare la sua posizione.
- Guest star: Gretchen Mol (Gillian Darmody), Greg Antonacci (Johnny Torrio), Edoardo Ballerini (Ignacious D'Alessio), Danny Burstein (Lolly Steinman), Max Casella (Leo D'Alessio), Jack Huston (Richard Harrow), Christopher McDonald (Harry Daugherty), Geoff Pierson (Senatore Walter Edge).
- Ascolti USA: telespettatori 3.213.000[8]

## Belle Femme
- Titolo originale: Belle Femme
- Diretto da: Brad Anderson
- Scritto da: Steve Kornacki

### Trama
Nucky è costretto a rivedere le sue alleanze politiche a causa di un candidato sindaco democratico che promette di sradicare la corruzione. Jimmy torna da Chicago per occuparsi della banda D'Alessio, che si è alleata con Rothstein per importare scotch dall'Europa passando per Atlantic City, ma viene arrestato dall'agente Van Alden per il massacro nei boschi. Margaret intercede presso Nucky per conto di Madame Jeunet, mentre Angela vede le sue ambizioni romantiche e artistiche bloccate dal ritorno di Jimmy.
- Guest star: Gretchen Mol (Gillian Darmody), Edoardo Ballerini (Ignacious D'Alessio), Danny Burstein (Lolly Steinman), Max Casella (Leo D'Alessio), Josiah Early (Robert Dittrich), Lisa Joyce (Mary Dittrich), Peter McRobbie (Supervisore Elliot), Erik Weiner (Agente Eric Sebso), Anatol Yusef (Meyer Lansky).
- Ascolti USA: telespettatori 2.984.000[9]

## The Emerald City
- Titolo originale: The Emerald City
- Diretto da: Simon Cellan-Jones
- Scritto da: Lawrence Konner

### Trama
Nucky chiede a Margaret di aiutarlo a sostenere la sua candidata a sindaco con l'approvazione del diritto di voto per le donne, lasciandola indecisa sul suo ruolo crescente di amante. Doyle cambia schieramento, passando da Rothstein a Nucky, e questo lo porta a cospirare con Chalky contro Lansky e i D'Alessio. Angela assiste alla violenza di Jimmy nei confronti del suo amico fotografo e progetta un futuro migliore con sua moglie. Van Alden affronta le sue emozioni e ha scontri violenti sia con Margaret che con Lucy.
- Guest star: Greg Antonacci (Johnny Torrio), Max Casella (Leo D'Alessio), Josiah Early (Robert Dittrich), Jack Huston (Richard Harrow), Dana Ivey (Mrs. McGarry), Lisa Joyce (Mary Dittrich), Peter McRobbie (Supervisore Elliot), Erik Weiner (Agente Eric Sebso), Anatol Yusef (Meyer Lansky).
- Ascolti USA: telespettatori 3.049.000[10]

## Paris Green
- Titolo originale: Paris Green
- Diretto da: Allen Coulter
- Scritto da: Howard Korder

### Trama
Nucky ha conversazioni emotivamente intense sia con Margaret che con Eli sui suoi affari e sull'omicidio del marito di Margaret, portando a drammatici sconvolgimenti nella sua vita personale e politica. Jimmy incontra il padre morente per la prima volta dopo anni e, nel frattempo, rivaluta il suo rapporto con Nucky e con entrambi i suoi genitori. Il rapporto di lavoro tra Van Alden e l'agente Sebso viene messo a dura prova dai sospetti di Van Alden, e si conclude dopo un confronto decisivo durante un battesimo fluviale. Angela si prepara a fuggire da Jimmy a Parigi, ma scopre che il suo sistema di supporto non è così forte come credeva.
- Guest star: Gretchen Mol (Gillian Darmody), Tom Aldredge (Ethan Thompson), Michael Badalucco (Harry Prince), Josiah Early (Robert Dittrich), Jack Huston (Richard Harrow), Lisa Joyce (Mary Dittrich), Erik Weiner (Agente Eric Sebso).
- Ascolti USA: telespettatori 3.004.000[11]

## A Return to Normalcy
- Titolo originale: A Return to Normalcy
- Diretto da: Tim Van Patten
- Scritto da: Terence Winter

### Trama
Nucky affronta le elezioni ad Atlantic City e fa di tutto per mantenere il potere nelle mani dei Repubblicani. Torrio media una discussione tra Nucky e Rothstein per risolvere la loro crescente guerra tra bande, così come l'imminente incriminazione federale di Rothstein per le World Series. Sia Jimmy che Eli esprimono il loro crescente risentimento nei confronti di Nucky e scoprono di avere un alleato nell'altrettanto amareggiato Commodoro. Van Alden cerca un segnale per decidere se lasciare o meno Atlantic City, ma riceve notizie inaspettate da Lucy. Margaret soppesa nuove informazioni sul primo matrimonio di Nucky e sul suo futuro incerto per prendere una decisione definitiva sul suo ruolo nella sua vita.
- Guest star: Gretchen Mol (Gillian Darmody), Greg Antonacci (Johnny Torrio), Jack Huston (Richard Harrow), Max Casella (Leo D'Alessio), Chris Mulkey (Frank Hague), Edoardo Ballerini (Ignacious D'Alessio), Peter McRobbie (Supervisore Elliot), Anatol Yusef (Meyer Lansky).
- Ascolti USA: telespettatori 3.294.000[12]